# Oratorio della Madonna di Fátima
La chiesetta-oratorio della Madonna di Fátima è situato a Chiasso; precedentemente era dedicato a Santa Maria Assunta.

## Storia e descrizione
Edificato nel 1844, fu consacrato nel 1845; subì restauri negli anni 1957 e 1995.
L'edificio è in stile neoclassico; la facciata presenta due coppie di lesene binate e un timpano. 
All'interno, la volta è a botte; il coro ha la volta a vela affrescata con una Assunta del secolo XIX. 
In navata, sono presenti statue e dipinti secolo XVII, XVIII e XIX.